# Problema Thomson
Obiectivul problemei Thomson este de a determina configurația de energie potențială electrostatică minimă pentru N electroni distribuiți pe suprafața unei sfere unitare, care se resping reciproc conform legii lui Coulomb. Această configurație corespunde stării de echilibru stabil pentru electroni, în care energia totală a sistemului este minimă. Fizicianul J. J. Thomson a formulat această problemă în 1904, în cadrul încercării sale de a explica structura atomilor, propunând un model atomic cunoscut ulterior sub numele de modelul „budinca cu stafide”. Acest model s-a bazat pe descoperirea electronilor cu sarcină negativă în interiorul atomilor, care în ansamblu sunt electric neutri.
Probleme conexe includ studiul geometriei configurației de energie minimă, analiza distribuției electronilor în funcție de N, precum și investigarea comportamentului limită al energiei pentru valori mari ale lui N, aspecte care au implicații importante în fizica teoretică, chimie și matematică. Aceste studii sunt relevante, de asemenea, pentru înțelegerea interacțiunilor la scară nanometrică și a distribuțiilor optime ale sarcinilor în alte contexte fizice.

## Enunț matematic
Energia de interacțiune electrostatică dintre fiecare pereche de electroni cu sarcini egale ({\displaystyle e_{i}=e_{j}=e}, unde {\displaystyle e} reprezintă sarcina elementară a electronului) este exprimată conform legii lui Coulomb:
{\displaystyle U_{ij}(N)={e_{i}e_{j} \over 4\pi \epsilon _{0}r_{ij}},}
unde {\displaystyle \epsilon _{0}} este permitivitatea electrică a vidului (cunoscută și ca constanta electrică), iar {\displaystyle r_{ij}=|\mathbf {r} _{i}-\mathbf {r} _{j}|} este distanța dintre doi electroni situați în punctele definite de vectorii poziție {\displaystyle \mathbf {r} _{i}} și {\displaystyle \mathbf {r} _{j}} pe suprafața sferei unitare.
În unități simplificate, unde {\displaystyle e=1} și {\displaystyle k_{e}=1/4\pi \epsilon _{0}=1} (constanta lui Coulomb), expresia devine:
{\displaystyle U_{ij}(N)={1 \over r_{ij}}.}
Energia potențială electrostatică totală asociată unei configurații de N electroni poate fi exprimată ca suma energiilor de interacțiune pentru toate perechile de puncte distincte:
{\displaystyle U(N)=\sum _{i<j}{\frac {1}{r_{ij}}}.}
Minimizarea globală a lui {\displaystyle U(N)} peste toate configurațiile posibile de {\displaystyle N} puncte distincte de pe sferă este realizată, de regulă, prin metode numerice de optimizare, datorită complexității problemei pentru valori mari ale lui {\displaystyle N}.
Problema Thomson este strâns legată de cea de-a șaptea dintre cele 18 probleme nesoluționate propuse de matematicianul Steve Smale — „Distribuția punctelor pe 2-sferă”. Diferențele principale includ:
1. În problema lui Smale, funcția care trebuie minimizată nu este potențialul electrostatic {\displaystyle 1 \over r_{ij}}, ci un potențial logaritmic definit de {\displaystyle -\log r_{ij}}, ceea ce schimbă natura interacțiunilor.
2. Smale investighează comportamentul asimptotic al energiei totale {\displaystyle U(N)} atunci când {\displaystyle N} tinde la infinit, în timp ce problema Thomson abordează valori finite ale lui {\displaystyle N}.

Aceste probleme au implicații importante în domenii precum fizica teoretică, teoria optimizării, geometria diferențială și teoria potențialului, fiind relevante inclusiv pentru înțelegerea distribuțiilor optime de sarcină în contexte fizice și aplicative diverse.

### Exemplu
Soluția problemei Thomson pentru doi electroni este obținută atunci când ambii electroni sunt plasați la cea mai mare distanță posibilă unul față de celălalt, pe părțile opuse ale originii, adică atunci când {\displaystyle r_{ij}=2r=2}, unde 
{\displaystyle r} este raza sferei unitare. În această configurație, energia potențială electrostatică este:
{\displaystyle U(2)={1 \over 2}.}